# Aşağıarıcaklı, Bahçe
Aşağıarıcaklı là một xã thuộc huyện Bahçe, tỉnh Osmaniye, Thổ Nhĩ Kỳ. Dân số thời điểm năm 2010 là 256 người.